# Irène Tunc
Irène Tunc (25 de septiembre de 1934 - 16 de enero de 1972) fue una actriz cinematográfica de nacionalidad francesa, ganadora en 1954 del certamen Miss Francia.

## Biografía
Su nombre completo era Irène Pierrette Louise Tunc, y nació en Lille, Francia. En su momento ganadora del concurso Miss Costa Azul, fue elegida Miss Francia en 1954, en un concurso celebrado en Évian-les-Bains. 
Casada entre 1958 y 1964 con el director cinematográfico belga Ivan Govar, posteriormente fue la esposa del cineasta Alain Cavalier, que rodó una película en su memoria, Irène, estrenada en 2009. 
Aparte de su trayectoria artística, ella formó parte de las 343 mujeres que, en 1971, declararon públicamente en el Manifiesto de las 343 que se habían sometido a aborto.
Irène Tunc falleció en 1972, a los 37 años de edad, en Versalles, Francia, a causa de las heridas sufridas en un accidente de tráfico. Fue enterrada en el Cementerio de la Croix-Rousse (en español Cruz Roja), en la ciudad de Lyon.

## Filmografía

### Cine
| - 1954 : Operazione notte, de Giuseppe Bennati - 1954 : Camilla, de Luciano Emmer - 1955 : Sophie et le Crime, de Pierre Gaspard-Huit - 1955 : Frou-Frou, de Augusto Genina - 1955 : Bravissimo, de Luigi Filippo D'Amico - 1956 : Les Truands, de Carlo Rim - 1956 : Vous pigez ?, de Pierre Chevalier - 1956 : Si Paris nous était conté, de Sacha Guitry - 1956 : Paris canaille, de Pierre Gaspard-Huit - 1957 : Lazzarella, de Carlo Ludovico Bragaglia - 1957 : Le Colonel est de la revue, de Maurice Labro - 1957 : Vacances explosives, de Christian Stengel - 1957 : Une Parisienne, de Michel Boisrond - 1958 : La sposa, de Edmond Lozzi - 1958 : Afrodite, dea dell'amore, de Mario Bonnard - 1958 : Paris Holiday, de Gerd Oswald - 1959 : Il cavaliere del castello maledetto, de Mario Costa | - 1959 : Une jeune fille un seul amour, de Robert Siodmak - 1960 : Le signore, de Turi Vasile - 1960 : La contessa azzurra, de Claudio Gora - 1960 : Cavalcata selvaggia, de Piero Pierotti - 1960 : I genitori in blue-jeans, de Camillo Mastrocinque - 1960 : Noi siamo due evasi, de Giorgio Simonelli - 1960 : Il conquistatore dell'Oriente, de Tanio Boccia - 1961 : Léon Morin, prêtre, de Jean-Pierre Melville - 1963 : Dragées au poivre, de Jacques Baratier - 1966 : Le Jardinier d'Argenteuil, de Jean-Paul Le Chanois - 1967 : Les Aventuriers, de Robert Enrico - 1967 : Vivre pour vivre, de Claude Lelouch - 1967 : Mise à sac, de Alain Cavalier - 1968 : La Chamade, de Alain Cavalier - 1968 : Je t'aime, je t'aime, de Alain Resnais - 1971 : Les Deux Anglaises et le Continent, de François Truffaut |

### Televisión
- 1965 : Mon royaume pour un lapin, serie de Jacques Villa
- 1965 : Frédéric le gardian, serie de Jacques R. Villa
- 1968 : Vive la vie, serie de Joseph Drimal